# Nomascus siki
Nomascus siki (Номаскус південний білощокий) — вид приматів з роду Nomascus родини Гібонові.

## Поширення
Країни поширення: Лаос; В'єтнам.

## Морфологія
Вага: 7-10 кг. Статі істотно розрізняються за кольором хутра. Самці в основному чорного кольору, але мають вузькі білі плями на щоках. Верхня і нижня губа оточені білим хутром. Самиці за забарвленням варіюється від жовто-сірого до світло-коричневого, у верхній частині голови, у них є невелика чорна пляма.

## Стиль життя
Живуть моногамними парами. Харчуються в основному фруктами.

## Загрози та охорона
Основною загрозою є знищення місця існування через вирубку і сільськогосподарські заходи та полювання. Цей вид занесений в Додаток I СІТЕС. Проживає в деяких ПОТ.